# Javel – André Citroën (Métro Paris)
Der U-Bahnhof Javel – André Citroën [ʒavɛl ɑ̃dʁe sitʁɔɛn] ist eine unterirdische Station der Linie 10 der Pariser Métro. Am nahen Bahnhof Javel besteht die Umsteigemöglichkeit zur Linie C des S-Bahn-ähnlichen Réseau Express Régional (RER). Dieser ist jedoch nicht direkt mit der Station verknüpft.

## Lage
Die Station befindet sich im Quartier de Javel des 15. Arrondissements von Paris. Sie liegt längs unter der Avenue Émile Zola in Höhe deren Einmündung in den Quai André Citroën.

## Name
Zunächst trug die Station nur den Namen „Javel“ nach der am linken Seineufer entlangführenden Straße Quai de Javel. Der ehemalige Weiler Javel, im 15. Jahrhundert als „Javetz“ erwähnt, wurde 1860 als „Javelle“ nach Paris eingemeindet. 1777 entstand dort eine Chemiefabrik, die seit 1792 das Bleichmittel Eau de Javel herstellte.
1958 wurde der Quai de Javel in Quai André Citroën umbenannt, in diesem Zusammenhang erhielt die Station ihren heutigen Doppelnamen. Der Ingenieur André Citroën (1878–1935) errichtete im Quartier de Javel 1915 eine Munitionsfabrik, nach dem Ersten Weltkrieg produzierte er dann Kraftfahrzeuge.

## Geschichte und Beschreibung
Die Station wurde am 30. September 1913 mit der Eröffnung der westlichen Verlängerung der Linie 8 von Beaugrenelle (seit 1947: Charles Michels) bis Porte d’Auteuil in Betrieb genommen. Am 27. Juli 1937 wurde der betreffende Abschnitt der Linie 8 zwischen La Motte-Picquet – Grenelle und Porte d’Auteuil der Linie 10 zugeordnet.
Sie liegt unter einem elliptischen Gewölbe, die Seitenwände folgen der Krümmung der Ellipse. Die Decke und die Wände sind weiß gefliest. Mit 75 m weist sie die ursprüngliche Pariser Standardlänge, ausreichend für Fünf-Wagen-Züge, auf. Die beiden Streckengleise werden von zwei Seitenbahnsteigen flankiert.
Unmittelbar westlich der Station unterquert die Strecke südlich der Brücke Pont Mirabeau in fünf Senkkästen die Seine.
Die zwei Eingänge liegen beiderseits der Avenue Émile Zola nahe deren Einmündung in den Quai André Citroën. Der nördliche ist durch einen Kandelaber des Typs Val d’Osne gekennzeichnet,

## Fahrzeuge
Auf der Linie 10 verkehren konventionelle Züge der Baureihe MF 67. Zwischen 1975 und 1994 liefen Züge der Baureihe MA, davor solche der Bauart Sprague-Thomson.

## Umgebung
- Parc André-Citroën